# Принудно слетање
„Принудно слетање” је српски ТВ филм из 2012 године.

## Улоге
| Глумац            | Улога    |
| ----------------- | -------- |
| Неда Арнерић      | Јована   |
| Драгољуб Љубичић  |          |
| Предраг Милетић   |          |
| Бранка Пујић      | Кристина |
| Никола Ранђеловић |          |
| Невена Ристић     |          |